# Rabobank Cycling Team/Saison 2012
Dieser Artikel listet Erfolge und Fahrer des Rabobank Cycling Teams in der Saison 2012 auf.

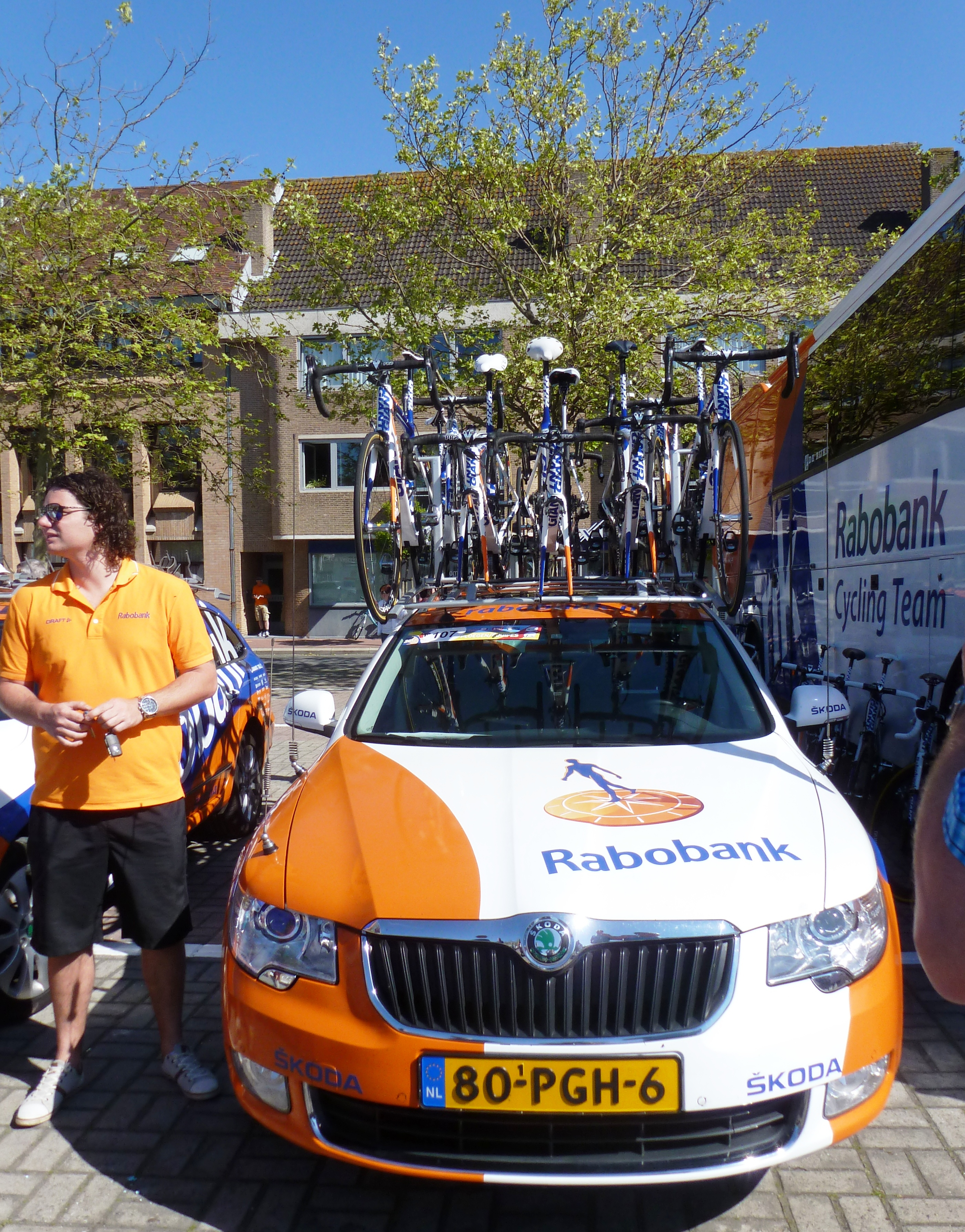
Begleitfahrzeug des Teams 2012

## Erfolge in der UCI WorldTour
In den Rennen der Saison 2012 der UCI WorldTour gelangen die nachstehenden Erfolge.
| Datum           | Rennen                     | Sieger            |
| --------------- | -------------------------- | ----------------- |
| 9. März         | 6. Etappe Paris–Nizza      | Luis León Sánchez |
| 27. April       | 3. Etappe Tour de Romandie | Luis León Sánchez |
| 28. April       | 4. Etappe Tour de Romandie | Luis León Sánchez |
| 15. Juli        | 14. Etappe Tour de France  | Luis León Sánchez |
| 8. August       | 3. Etappe Eneco Tour       | Theo Bos          |
| 6. – 12. August | Gesamtwertung Eneco Tour   | Lars Boom         |
| 14. August      | Clásica San Sebastián      | Luis León Sánchez |

## Erfolge in der UCI America Tour
In den Rennen der Saison 2012 der UCI America Tour gelangen die nachstehenden Erfolge.
| Datum       | Rennen                           | Kat. | Fahrer           |
| ----------- | -------------------------------- | ---- | ---------------- |
| 19. Mai     | 7. Etappe Tour of California     | 2.HC | Robert Gesink    |
| 13.–20. Mai | Gesamtwertung Tour of California | 2.HC | Robert Gesink    |
| 9. August   | 3. Etappe Tour of Utah           | 2.1  | Michael Matthews |

## Erfolge in der UCI Europe Tour
In den Rennen der Saison 2012 der UCI Europe Tour gelangen die nachstehenden Erfolge.
| Datum        | Rennen                                        | Kat. | Sieger            |
| ------------ | --------------------------------------------- | ---- | ----------------- |
| 26. Februar  | Clásica de Almería                            | 1.HC | Michael Matthews  |
| 9. März      | Dwars door Drenthe                            | 1.1  | Theo Bos          |
| 14. April    | 2. Etappe Vuelta a Castilla y León            | 2.1  | Luis León Sánchez |
| 22. April    | 1. Etappe Presidential Cycling Tour of Turkey | 2.HC | Theo Bos          |
| 25. April    | 4. Etappe Presidential Cycling Tour of Turkey | 2.HC | Mark Renshaw      |
| 29. April    | 8. Etappe Presidential Cycling Tour of Turkey | 2.HC | Theo Bos          |
| 16. Juni     | 3. Etappe Ster ZLM Toer                       | 2.1  | Lars Boom         |
| 22. Juni     | Spanische Meisterschaft – Einzelzeitfahren    | CN   | Luis León Sánchez |
| 3. August    | 3. Etappe Burgos-Rundfahrt                    | 2.HC | Matti Breschel    |
| 4. August    | 4. Etappe Burgos-Rundfahrt                    | 2.HC | Paul Martens      |
| 17. August   | Dutch Food Valley Classic                     | 1.1  | Theo Bos          |
| 1. September | 2. Etappe World Ports Classic                 | 2.1  | Theo Bos          |
| 5. September | Memorial Rik Van Steenbergen                  | 1.1  | Theo Bos          |

## Erfolge beim Cyclocross
In den Rennen der Saison 2011/12 der Cyclocross Tour gelangen die nachstehenden Erfolge.
| Datum     | Rennen                        | Fahrer    |
| --------- | ----------------------------- | --------- |
| 8. Januar | Niederländische Meisterschaft | Lars Boom |

## Zugänge – Abgänge
| Zugänge         | Team 2011                 | Abgänge             | Team 2012       |
| --------------- | ------------------------- | ------------------- | --------------- |
| Mark Renshaw    | HTC-Highroad              | Pieter Weening      | Orica GreenEdge |
| Jetse Bol       | Rabobank Continental Team | Sebastian Langeveld | Orica GreenEdge |
| Wilco Kelderman | Rabobank Continental Team | Óscar Freire Gomez  | Katusha Team    |

## Mannschaft
| Name               | Geburtstag         | Nationalität |              |
| ------------------ | ------------------ | ------------ | ------------ |
| Carlos Barredo     | 5. Juni 1981       | Spanien      |              |
| Jetse Bol          | 8. September 1989  | Niederlande  |              |
| Lars Boom          | 30. Dezember 1985  | Niederlande  |              |
| Theo Bos           | 22. August 1983    | Niederlande  |              |
| Matti Breschel     | 31. August 1984    | Dänemark     |              |
| Graeme Brown       | 9. April 1979      | Australien   |              |
| Stef Clement       | 24. September 1982 | Niederlande  |              |
| Laurens ten Dam    | 13. November 1980  | Niederlande  |              |
| Jos van Emden      | 18. Februar 1985   | Niederlande  |              |
| Rick Flens         | 11. April 1983     | Niederlande  |              |
| Juan Manuel Gárate | 24. April 1976     | Spanien      |              |
| Robert Gesink      | 31. Mai 1986       | Niederlande  |              |
| Wilco Kelderman    | 25. März 1991      | Niederlande  |              |
| Steven Kruijswijk  | 7. Juni 1987       | Niederlande  |              |
| Tom Leezer         | 26. Dezember 1985  | Niederlande  |              |
| Paul Martens       | 26. Oktober 1983   | Deutschland  |              |
| Michael Matthews   | 26. September 1990 | Australien   |              |
| Bauke Mollema      | 26. November 1986  | Niederlande  |              |
| Grischa Niermann   | 3. November 1975   | Deutschland  |              |
| Mark Renshaw       | 22. Oktober 1982   | Australien   |              |
| Luis León Sánchez  | 24. November 1983  | Spanien      |              |
| Tom Slagter        | 1. Juli 1989       | Niederlande  |              |
| Bram Tankink       | 3. Dezember 1978   | Niederlande  |              |
| Maarten Tjallingii | 5. November 1977   | Niederlande  |              |
| Coen Vermeltfoort  | 11. April 1988     | Niederlande  |              |
| Dennis van Winden  | 2. Dezember 1987   | Niederlande  |              |
| Maarten Wynants    | 13. Mai 1982       | Belgien      |              |
| Stagiaires         | Stagiaires         | Nationalität | Nationalität |
| Marc Goos          | Marc Goos          | Niederlande  |              |
| Daan Olivier       | Daan Olivier       | Niederlande  |              |